# Juan Jesus
Juan Guilherme Nunes Jesus (Belo Horizonte, 10 juni 1991) is een Braziliaans voetballer die doorgaans als centrale verdediger speelt. Hij verruilde AS Roma in de zomer van 2021 voor Napoli. Jesus debuteerde in 2012 in het Braziliaans nationaal elftal.

## Clubcarrière

### Internacional
Jesus stroomde in 2010 door vanuit de jeugd van Internacional. Hiermee won hij dat jaar de Copa Libertadores en een seizoen later de Recopa Sudamericana.

### Internazionale
Jesus verruilde Internacional op 30 januari 2012 voor Internazionale. Hij debuteerde hiervoor op 13 mei 2012, zijn enige competitiewedstrijd dat seizoen. Tegen SS Lazio verving hij in de laatste minuut Diego Milito. In het 3-5-2 systeem van Inter kwam hij meestal naast Andrea Ranocchia en Walter Samuel te spelen. Jesus speelde tussen 2012 en 2016 meer dan honderd competitiewedstrijden voor Internazionale, waarmee hij in die jaren telkens tussen de vierde en negende plaats eindigde. Hij debuteerde in het seizoen 2012/13 ook voor de club in de Europa League. Daarin strandden zijn ploeggenoten en hij in de achtste finale, tegen Tottenham Hotspur.

### AS Roma
Internazionale verhuurde Jesus in juli 2016 voor een jaar aan AS Roma, de nummer drie van de Serie A in het voorgaande seizoen. Dat kreeg daarbij een optie om hem daarna voor € 8.000.000,- definitief over te nemen. Die optie werd de volgende zomer gelicht. Vervolgens was Jesus twee jaar basisspeler bij Roma, maar de laatste twee seizoenen kwam hij amper meer aan spelen toe. In vijf seizoenen kwam hij tot 102 wedstrijden en één goal.

### Napoli
In de zomer van 2021 vertrok Jesus transfervrij naar Napoli.

## Clubstatistieken
| Seizoen           | Club              | Competitie        | Competitie | Competitie | Beker | Beker | Internationaal | Internationaal | Totaal | Totaal |
| Seizoen           | Club              | Competitie        | Wed.       | Dlp.       | Wed.  | Dlp.  | Wed.           | Dlp.           | Wed.   | Dlp.   |
| ----------------- | ----------------- | ----------------- | ---------- | ---------- | ----- | ----- | -------------- | -------------- | ------ | ------ |
| 2010              | Internacional     | Série A           | 7          | 0          | 0     | 0     | 1              | 0              | 8      | 0      |
| 2011              | Internacional     | Série A           | 18         | 0          | 0     | 0     | 0              | 0              | 18     | 0      |
| Club Statistieken | Club Statistieken | Club Statistieken | 25         | 0          | 0     | 0     | 1              | 0              | 26     | 0      |
| 2011/12           | Internazionale    | Serie A           | 1          | 0          | 0     | 0     | 0              | 0              | 1      | 0      |
| 2012/13           | Internazionale    | Serie A           | 31         | 1          | 4     | 0     | 9              | 0              | 44     | 1      |
| 2013/14           | Internazionale    | Serie A           | 27         | 0          | 2     | 0     | –              | –              | 29     | 0      |
| 2014/15           | Internazionale    | Serie A           | 32         | 0          | 2     | 0     | 11             | 0              | 45     | 0      |
| 2015/16           | Internazionale    | Serie A           | 19         | 0          | 4     | 0     | –              | –              | 23     | 0      |
| Club Statistieken | Club Statistieken | Club Statistieken | 110        | 1          | 12    | 0     | 20             | 0              | 142    | 1      |
| 2016/17           | → AS Roma         | Serie A           | 20         | 0          | 3     | 0     | 10             | 0              | 33     | 0      |
| 2017/18           | AS Roma           | Serie A           | 22         | 0          | 1     | 0     | 6              | 0              | 29     | 0      |
| 2018/19           | AS Roma           | Serie A           | 20         | 1          | 1     | 0     | 3              | 0              | 24     | 1      |
| 2019/20           | AS Roma           | Serie A           | 4          | 0          | 0     | 0     | 1              | 0              | 5      | 0      |
| 2020/21           | AS Roma           | Serie A           | 5          | 0          | 0     | 0     | 6              | 0              | 11     | 0      |
| Club Statistieken | Club Statistieken | Club Statistieken | 71         | 1          | 5     | 0     | 26             | 0              | 102    | 1      |
| 2021/22           | SSC Napoli        | Serie A           | 21         | 1          | 1     | 0     | 6              | 0              | 28     | 1      |
| 2022/23           | SSC Napoli        | Serie A           | 1          | 0          | 0     | 0     | 0              | 0              | 1      | 0      |
| Club Statistieken | Club Statistieken | Club Statistieken | 22         | 1          | 1     | 0     | 6              | 0              | 29     | 1      |
| TOTAAL            | TOTAAL            | TOTAAL            | 228        | 3          | 18    | 0     | 53             | 0              | 299    | 3      |

Bijgewerkt op 5 oktober 2022

## Interlandcarrière
Op 26 mei 2012 debuteerde Jesus voor Brazilië, tegen Denemarken. Hij maakte de 90 minuten vol. Op 9 juni speelde hij ook 90 minuten in een met 4-3 gewonnen wedstrijd tegen Argentinië.

## Erelijst
| Competitie            |               |               |               |               |
| Competitie            | Aantal        | Jaren         |               |               |
| Internacional         | Internacional | Internacional | Internacional | Internacional |
| --------------------- | ------------- | ------------- | ------------- | ------------- |
| CONMEBOL Libertadores | 1×            | 2010          |               |               |
| CONMEBOL Recopa       | 1×            | 2011          |               |               |
| Campeonato Gaúcho     | 1×            | 2011          |               |               |
| SSC Napoli            |               |               |               |               |
| Kampioen Serie A      | 1×            | 2022/23       |               |               |
| Brazilië –20          |               |               |               |               |
| FIFA WK onder 20      | 1×            | 2011          |               |               |

1 Meret ·
4 Buongiorno ·
5 Jesus ·
6 Gilmour ·
7 Neres ·
8 McTominay ·
11 Lukaku ·
12 Turi ·
13 Rrahmani ·
14 Contini ·
15 Billing ·
16 Marín ·
17 Olivera ·
18 Simeone ·
21 Politano ·
22 Di Lorenzo  ·
26 Ngonge ·
29 Hasa ·
30 Mazzocchi ·
37 Spinazzola ·
68 Lobotka ·
81 Raspadori ·
96 Scuffet ·
99 Zambo Anguissa ·
Coach: Conte
1 Gabriel ·
2 Rafael ·
3 Thiago Silva  ·
4 Juan Jesus ·
5 Sandro Raniere ·
6 Marcelo ·
7 Lucas Moura ·
8 Rômulo ·
9 Leandro Damião ·
10 Oscar ·
11 Neymar ·
12 Hulk ·
13 Bruno Uvini ·
14 Danilo ·
15 Alex Sandro ·
16 Ganso ·
17 Alexandre Pato ·
18 Neto ·
Coach: Menezes